# Centralafrikanska republikens fotbollsförbund
Centralafrikanska republikens fotbollsförbund, officiellt Fédération Centrafricaine de Football, är ett specialidrottsförbund som organiserar fotbollen i Centralafrikanska republiken.
Förbundet grundades 1961 och gick med i Caf 1968. De anslöt sig till Fifa år 1964. Centralafrikanska republikens fotbollsförbund har sitt huvudkontor i staden Bangui.